# Paperino spia
Paperino spia è una storia Disney scritta da Jerry Siegel e disegnata da Romano Scarpa e pubblicata su Topolino n. 929 del 16 settembre 1973.

## Trama
Nel preambolo, zio Paperone contatta Paperino per fargli fare delle indagini su Archimede, che ha cominciato a seguirlo ossessivamente, fin nei punti più sperduti del pianeta. Quando Archimede gli passa davanti tranquillamente, i due 
lo seguono fino a un ponte che comincia a crollare; Archimede blocca il crollo con un raggio pietrificante. Paperino lo acclama come eroe, tra lo scetticismo di Paperone.
La parte successiva della storia comincia con Paperino che avverte lo zio di strane manovre: Archimede ha indossato una maschera nera. Immediatamente l'Archimede mascherato compare e con il raggio di prima pietrifica un carico di dollari di Paperone, trasformandoli in pietre. Ricompare poco dopo senza maschera, salutando amichevolmente Paperone, ritrasformando le pietre in dollari e pedalando via allegramente senza dare spiegazioni. Simili episodi si ripetono altre tre volte, e ogni volta Archimede deruba con successo Paperone usando invenzioni imprevedibili - salvo restituirgli, ogni volta, il maltolto. Paperino ipotizza uno sdoppiamento di personalità alla Jekyll e Hyde, ma Paperone si rilassa quando gli annunciano che Archimede è stato punto dallo zanzarone zè-zè e che dormirà per un mese.
La tranquillità non dura neanche un po'. Nella seconda parte della storia, il Bassotto Genius, divenuto un grande scienziato grazie a un corso per corrispondenza, deruba sistematicamente Paperone con mezzi completamente identici a quelli già adoperati da Archimede. Sennonché questa volta i furti falliscono miseramente, ogni volta in modo inatteso. L'ultimo furto, un attacco alle serre di piante dollarifere, viene sventato dallo stesso Archimede, che cattura Genius.
Nelle ultime tavole della storia, Archimede fornisce a Paperone e Paperino una spiegazione per il suo strano comportamento, e, con un altro raggio di sua invenzione, reintegra i dollari apparentemente distrutti concludendo felicemente tutta la vicenda.

## Curiosità
- In questa storia ricompaiono le piante dollarifere, regalo di extraterrestri a zio Paperone. Piante simili compaiono già in Zio Paperone e il dollaro da semina di Chendi e Bottaro (27 giugno 1971) e in Zio Paperone e i dollari vegetali di Rodolfo Cimino e Giuseppe Perego (26 settembre 1971). In queste storie, peraltro, la conclusione sottolinea immancabilmente che questi dollari non sono stampati dallo Stato e perciò sono inevitabilmente falsi.